# Liberale da Verona

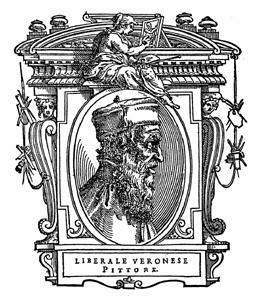
Abbildung des Liberale da Verona in den Vite dei più eccellenti pittori, scultori e architetti des Giorgio Vasari

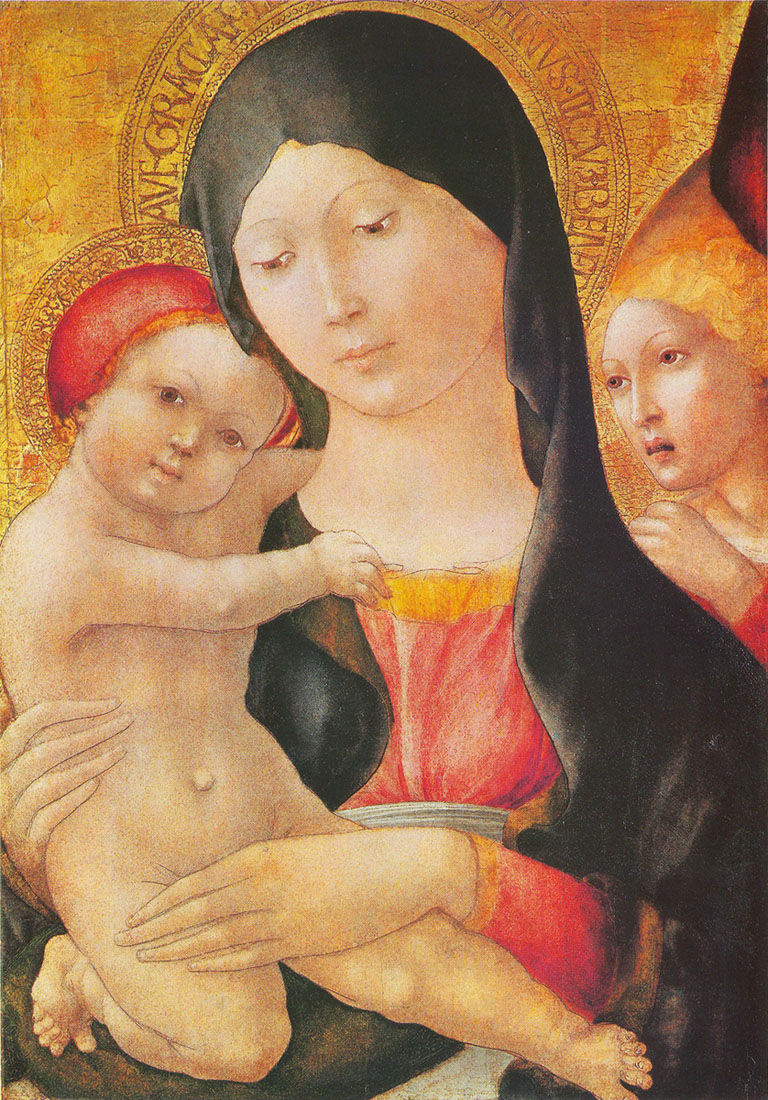
Liberale da Verona: Maria mit Kind und Engel, Szépművészeti Múzeum, Budapest

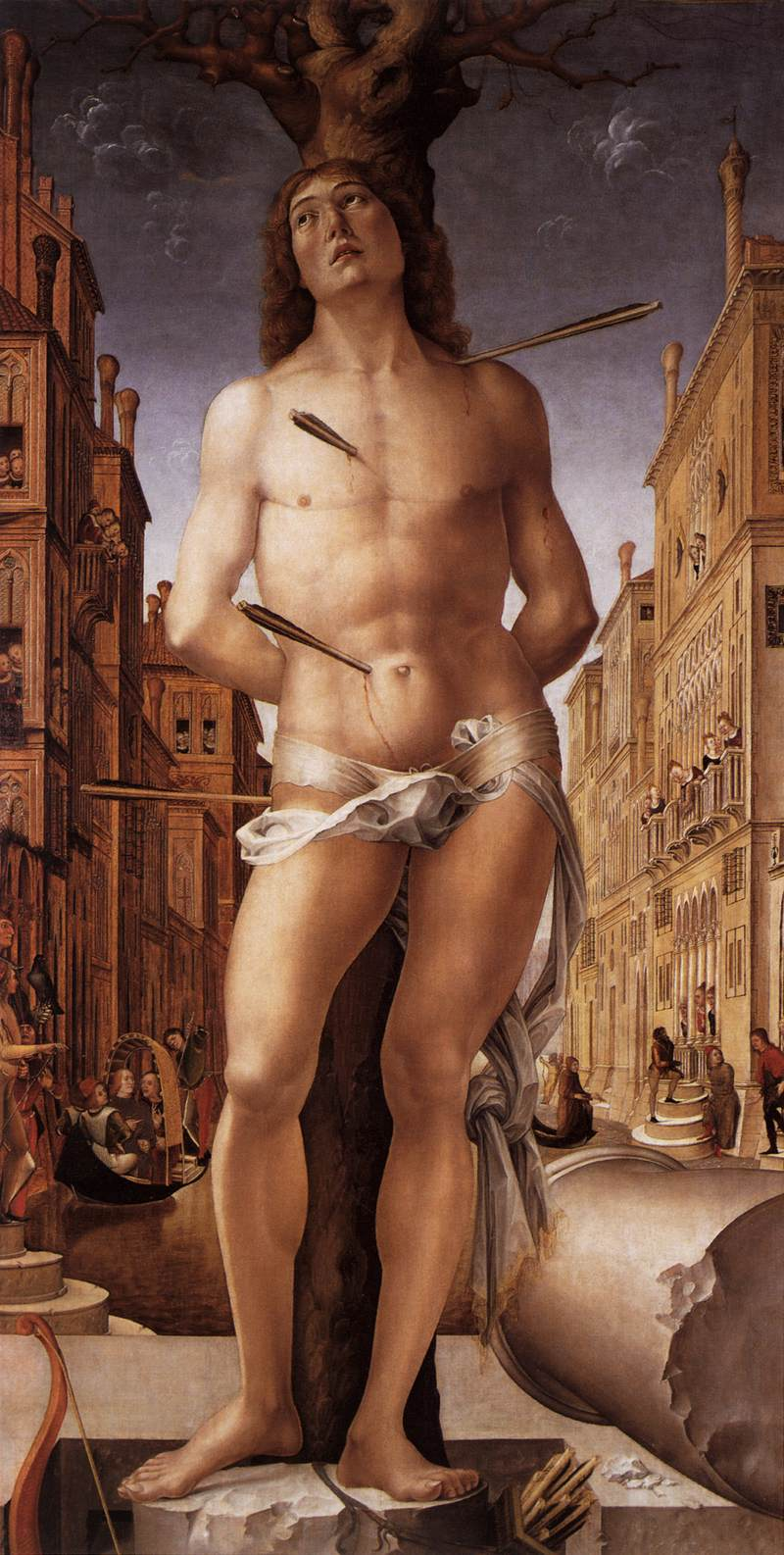
Liberale da Verona: San Sebastiano, Pinacoteca di Brera, Mailand

Liberale da Verona (* um 1445 in Verona; † 1527 ebenda) war ein italienischer Renaissancemaler und Miniaturensammler.

## Leben
Sein Vater Iacopo della Biava (Biada) stammte aus Monza und war seit 1433 in Verona wohnhaft. Seine Mutter war Iacopa Solimani. Liberale lernte in Verona, ließ sich in Padua von Andrea Mantegna beeinflussen und wirkte von 1467 bis 1474 meist in Siena, wo er die Bücher der Dombibliothek illustrierte. Liberale kehrte um 1488 nach Verona zurück und errichtete eine erfolgreiche Werkstätte. Sein später Stil zeichnet sich durch rhythmische Strichführung und lebhafte Farben aus und steht so im Gegensatz zu Mantegnas Klassik.

## Werke (Auswahl)
- Altenburg, Lindenau-Museum: Madonna con Bambino[2]
- Asciano, Monte Oliveto Maggiore: Miniaturmalereien (Buchmalereien), um 1468/69[1]
- Budapest, Szépművészeti Múzeum: Maria mit Kind und Engel, ca. 1470 entstanden.
- Cambridge, Fitzwilliam-Museum:[2]
  - San Pietro rifiuta il denaro offerto da Simon Mago
  - Cristo in pietà e angeli
- London, National Gallery:[2]
  - Madonna con Bambino e angeli
  - Morte di Didone
- Mailand, Pinacoteca di Brera: San Sebastiano (Der Hl. Sebastian, Öl auf Holz, seit 1811 im Besitz der Pinakothek Brera, stammt aus der Kirche San Domenico in Ancona)[3]
- Pittsburgh, Carnegie Museum of Art: Madonna col Bambino[2]
- Siena, Dom von Siena, Libreria Piccolomini: Miniaturen (um 1467 entstanden)[4]
- Rom, Galleria Nazionale d’Arte Antica di Palazzo Barberini: Madonna in adorazione del Bambino e angeli[2]
- Verona, Dom von Verona (Santa Maria Matricolare): Adorazione dei Re Magi[2]
- Verona, Museo di Castelvecchio:[2]
  - Adorazione dei Re Magi
  - Deposizione di Cristo dalla croce
  - Membri della famiglia Miniscalchi
  - Sacrificio di Isacco
  - San Sebastiano